# Dahiyat al-Assad
Dahiyat Harasta (tiếng Ả Rập: ضاحية حرستا or ضاحية الأسد, Harasta Suburb or al-Assad Suburb) là một vùng ngoại ô ở miền nam Syria, một phần hành chính của Tỉnh bang Dimashq, nằm ở phía đông bắc Damascus, gần Harasta ở Đông Ghouta.

## Lịch sử
Vùng ngoại ô được thành lập vào năm 1982 bởi Hafez al-Assad để các sĩ quan Quân đội Ả Rập Syria và gia đình của họ sinh sống.
Vào ngày 4 tháng 9 năm 2015, Đài quan sát nhân quyền Syria (Syrian Observatory for Human Rights) đã báo cáo rằng hàng chục quả đạn pháo đã rơi xuống Dahiyat al-Assad, thông tin báo cáo thương vong. Các cuộc đụng độ diễn ra giữa các lực lượng chế độ và dân quân đồng minh chống lại phe nổi dậy và phe Hồi giáo.
Vào ngày 10 tháng 9 năm 2015, các nhóm đối lập vũ trang phi Nhà nước đã tiến từ Đông Ghouta về phía Tall al-Kurdi và chiếm được các vị trí gần Nhà tù Adra và Dahiyat al-Assad. Kết quả là khoảng 15.000 dân thường đã được di dời khỏi Dahiyat al-Asad và các khu vực lân cận. Các lực lượng chính phủ sau đó đã tạm dừng những tiến bộ ở Dahiyat al-Asad.
Vào ngày 12 tháng 9 năm 2015, phiến quân bị đẩy vào trong thị trấn Dhahiyat Al-Assad, nhưng đã bị Lực lượng phòng vệ quốc gia (NDF) đẩy lùi. Khoảng 200 người của Lữ đoàn 105 của Lực lượng Vệ binh Cộng hòa đã được đưa vào làm quân tiếp viện để chiếm lại hai ngọn đồi nhìn ra Dhahiyat Al-Assad.